# Редник
Редник (във флота: матрос) е най-ниското воѝнско звание. То се присвоява на всеки новопостъпил във въоръжените сили военнослужещ.
Това е най-нисшето войнишко/моряшко звание в Българската армия. По тази причина военнослужещ със звание редник (матрос) не може да бъде наказван с „понижение в звание“ (т.нар. разжалване) и/или с „понижение в длъжност“. В Българската армия липсват OR-3 и OR-2 от армиите на НАТО, което отговаря на редник-първи клас и свидетелства за преминато и издържано обучение и готовност за участие в реални военни операции.
| Военни звания |        |                  |
| младши: няма  | Редник | старши: Ефрейтор |